# 東押立村
東押立村（ひがしおしたてむら）は、滋賀県愛知郡にあった村。現在の東近江市の北東部、宇曽川の左岸など愛荘町との境界の南方一帯にあたる。

## 地理
- 河川：宇曽川、南川、五の谷川

## 歴史
- 1889年（明治22年）4月1日 - 町村制の施行により、大沢村・南花沢村・北花沢村・読合堂村・中里村・湯屋村・祇園村・平柳村・僧坊村・下里村・平松村・中一色村・今在家村・小八木村の区域をもって発足。
- 1954年（昭和29年）11月3日 - 西押立村・豊椋村と合併して湖東町が発足。同日東押立村廃止。

## 交通

### 道路
現在は旧村域を名神高速道路が通過するが、当時は未開通。百済寺バスストップが至近に所在。